# To the Unknown British Soldier in France
To the Unknown British Soldier in France (Dem unbekannten britischen Soldaten in Frankreich) ist ein Gemälde von William Orpen (1878–1931), das dieser anlässlich der Pariser Friedenskonferenz 1919 nach dem Ende des Ersten Weltkriegs angefertigt hat. Das Gemälde befindet sich heute im Imperial War Museum von London.

## Vorgeschichte
William Orpen war ein irischer Maler des Post-Impressionismus, der sich vor allem in London aufhielt und dort arbeitete. Im Zeitalter Eduards VII. war er ein gefragter und kommerziell erfolgreicher Porträtmaler. 1917 wurde Orpen als einer der ersten Künstler vom Britischen Informationsministerium (Ministry of Information) als Kriegskünstler nach Frankreich an die Westfront geschickt, um das Kriegsgeschehen vor Ort in Gemälden festzuhalten.
Orpen wurde zum ehrenamtlichen Major befördert und hatte sein eigenes Auto, einen Chauffeur, einen Kammerdiener und einen Privatsekretär. Orpen war sich seiner privilegierten Position gegenüber den gewöhnlichen Soldaten bewusst und es fiel ihm schwer, etwas zu produzieren. Aus dieser Zeit stammen einige Porträts von hochrangigen britischen Offizieren, darunter Oberbefehlshaber Douglas Haig. Dieser riet Orpen bei einer Sitzung, die Frontsoldaten zu malen, die für eine gute Sache ihr Leben opfern würden.
Orpen folgte diesem Rat und produzierte eine Reihe von Arbeiten von sensibel beobachteten realistischen Darstellungen bis hin zu allegorischen Figuren, die das Leiden und die Opfer symbolisieren.  A Tank zeigt einen britischen Panzer, wie er einen nahezu senkrechten Hang überwindet und sich dabei in die Höhe reckt. In Blown Up sieht man einen Soldaten, dessen Uniform durch eine Granatenexplosion buchstäblich weggesprengt wurde. Die stilisierte Figur erinnert an Christus, wie er aus seinem Grab hervorkommt.

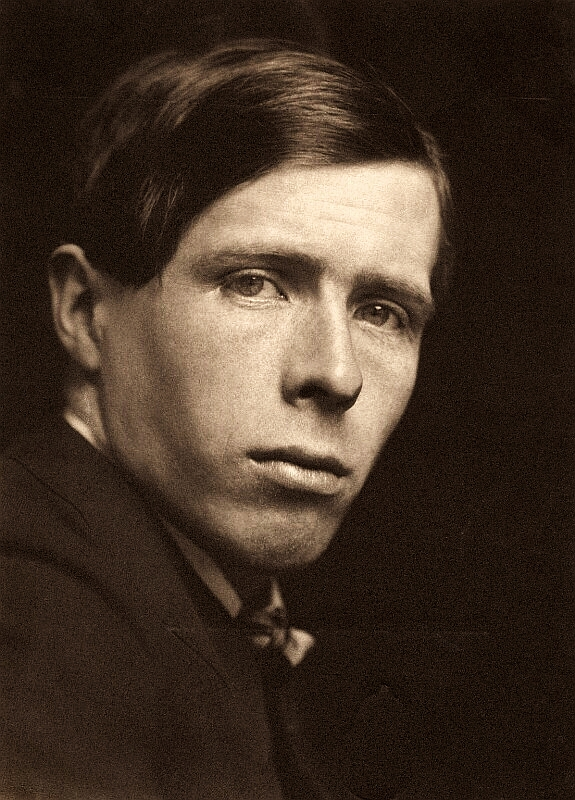
William Orpen (1903)
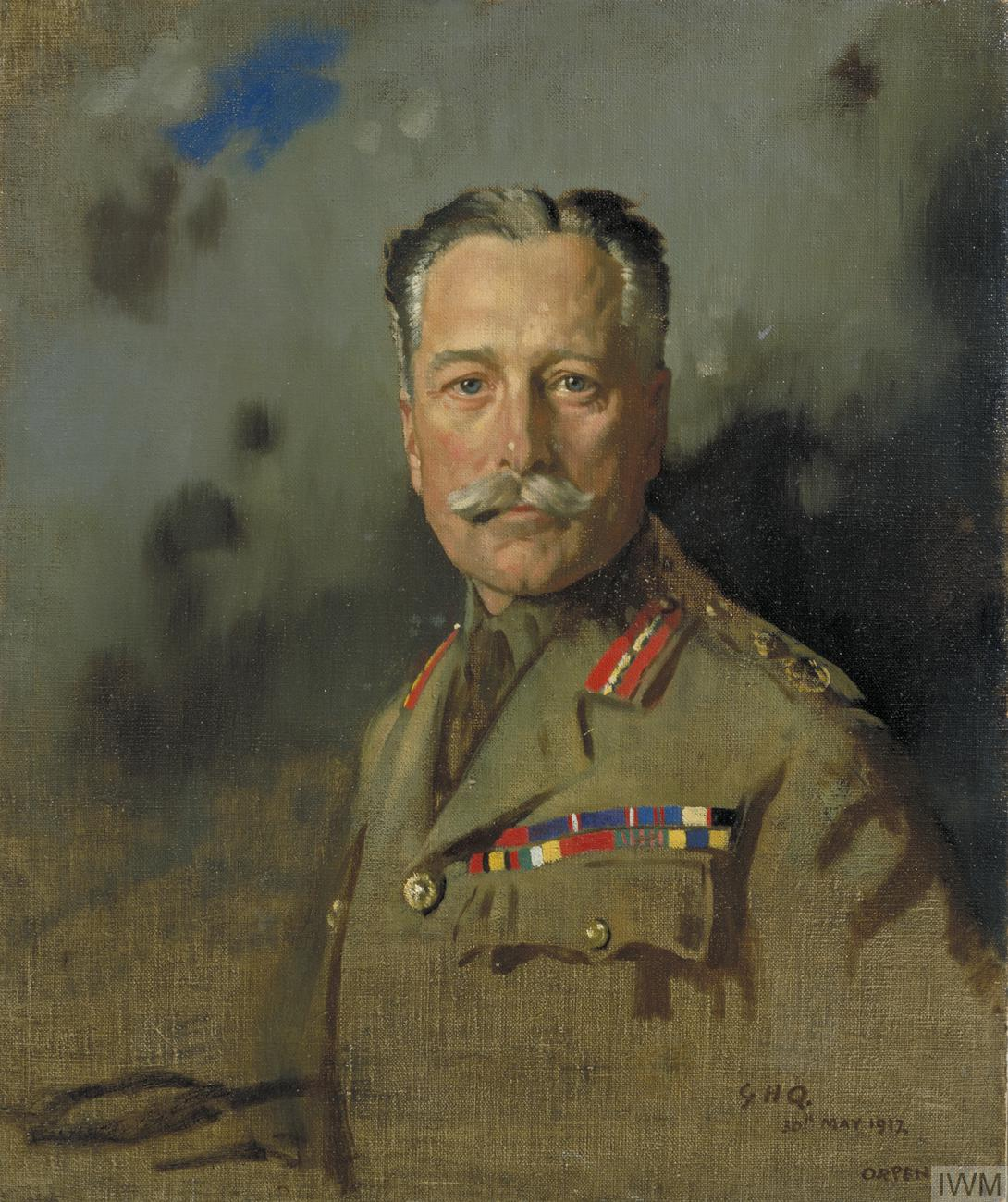
Feldmarschall Douglas Haig (1917)
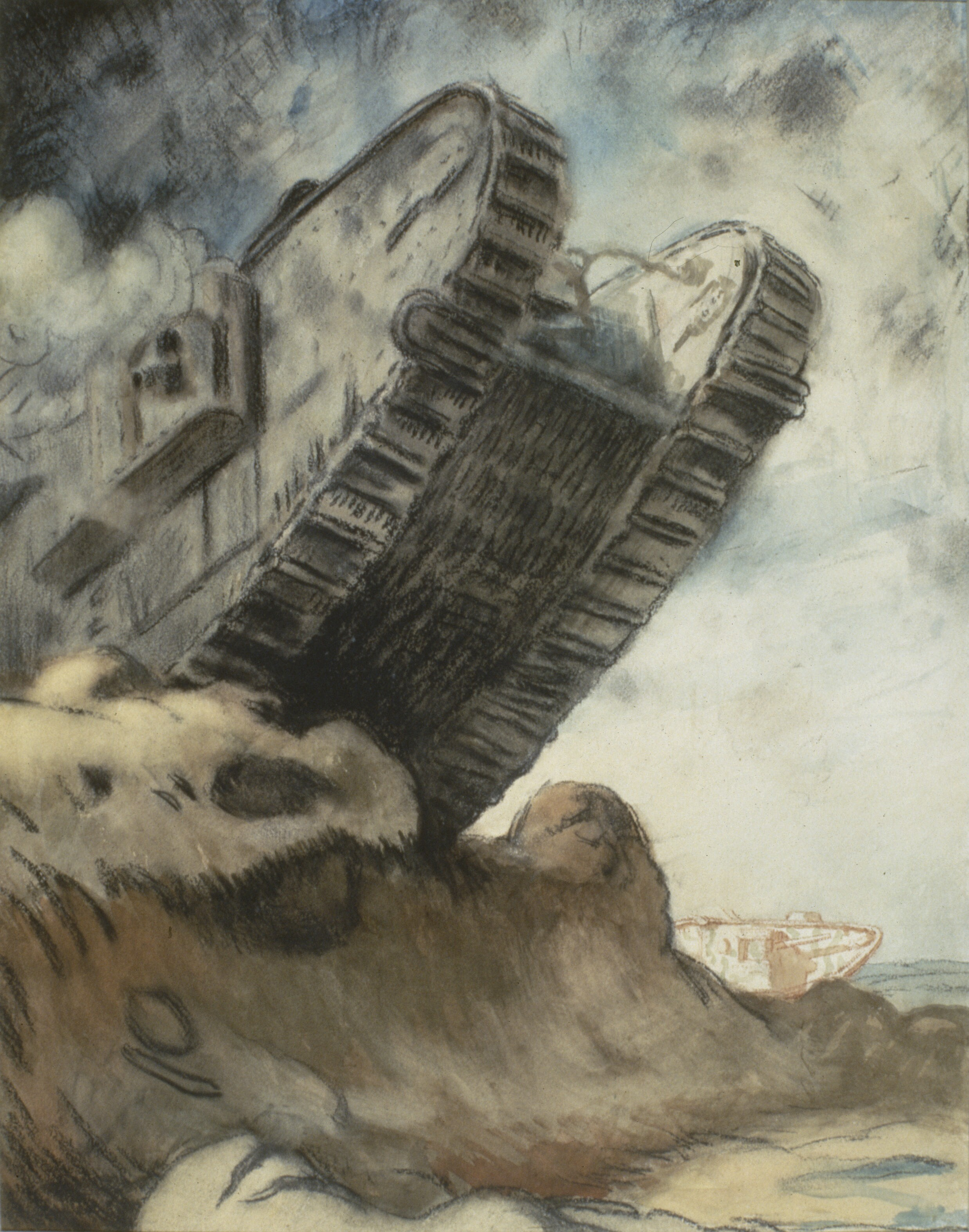
A Tank (1917)
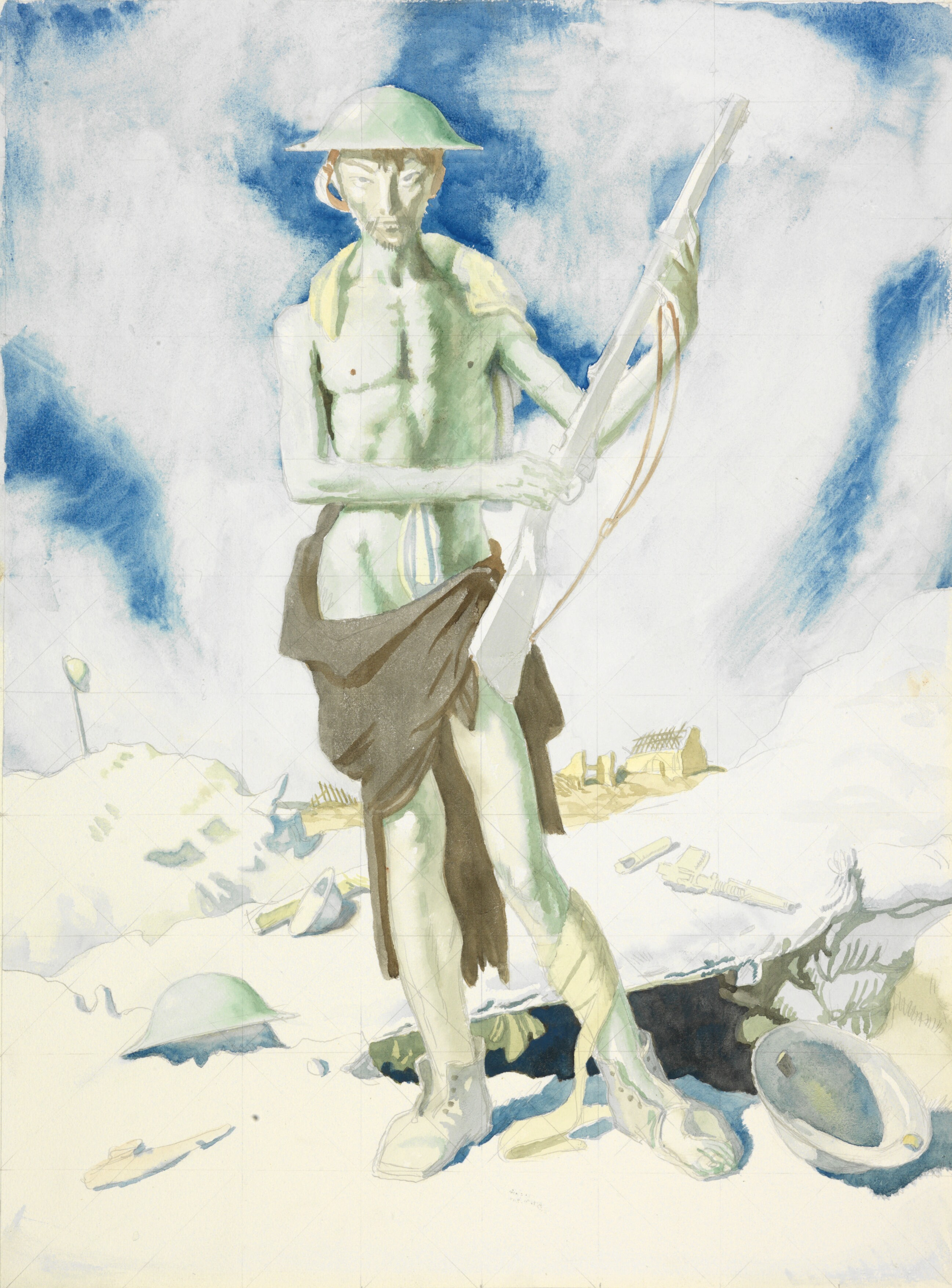
Blown Up (1917)

Nach Kriegsende wurde Orpen auf besonderen Wunsch des britischen Premierministers David Lloyd George zum offiziellen Porträtkünstler der Pariser Friedenskonferenz 1919 ernannt. Man beauftragte ihn, drei Gemälde anzufertigen, in denen besondere Momente der Verhandlungen dargestellt werden sollten. Orpen wurden für seine Arbeiten insgesamt 3000 £, heute etwa 150.000 £, zugesagt.
Zunächst fertigte Orpen das Gruppenporträt A Peace Conference at the Quai d’Orsay an, in dem die Vorkonferenz der alliierten und assoziierten Siegermächte dargestellt wird. Sein zweites Gemälde war The Signing of Peace in the Hall of Mirrors, das den Moment der Unterzeichnung des Friedensvertrags durch die deutschen Abgesandten im Spiegelsaal (Galerie des Glaces) von Schloss Versailles festhält.

## Vorarbeiten
Das Gemälde sollte das dritte von Orpens Auftragsbildern anlässlich der Friedenskonferenz werden. In einem Brief an seine Geliebte Evelyn Saint-George skizzierte Orpen 1921 einen Entwurf des Gemäldes. Er beabsichtigte, ein Gruppenporträt mit hochrangigen Offizieren und Politikern anzufertigen. Die Gruppe sollte sich im Saal des Friedens (Salon de la Paix) im Schloss von Versailles versammeln. Er zählte dazu einige der Darzustellenden auf, darunter Feldmarschall Douglas Haig, Feldmarschall Edmund Allenby, Feldmarschall Herbert Plumer, Feldmarschall John French, General Henry Rawlinson, General Arthur Currie, Admiral David Beatty, Admiral Frederik Doveton Sturdee, Marschall Ferdinand Foch, Marschall Philippe Pétain, Georges Clemenceau und David Lloyd George.
Von den zu porträtierenden Personen hatte Orpen seit 1917 Skizzen und Gemälde in Ölfarbe angefertigt, von denen einige erhalten geblieben sind. Nach Orpens Aussage belief sich die Gesamtzahl der Ölskizzen auf dreißig. Von der Gesamtkomposition scheinen auch noch Skizzen zu existieren. Auf Röntgenaufnahmen des Gemäldes kann man ebenfalls mehrere Personen erkennen, die sich vor dem Hintergrund des Saals versammelt haben.

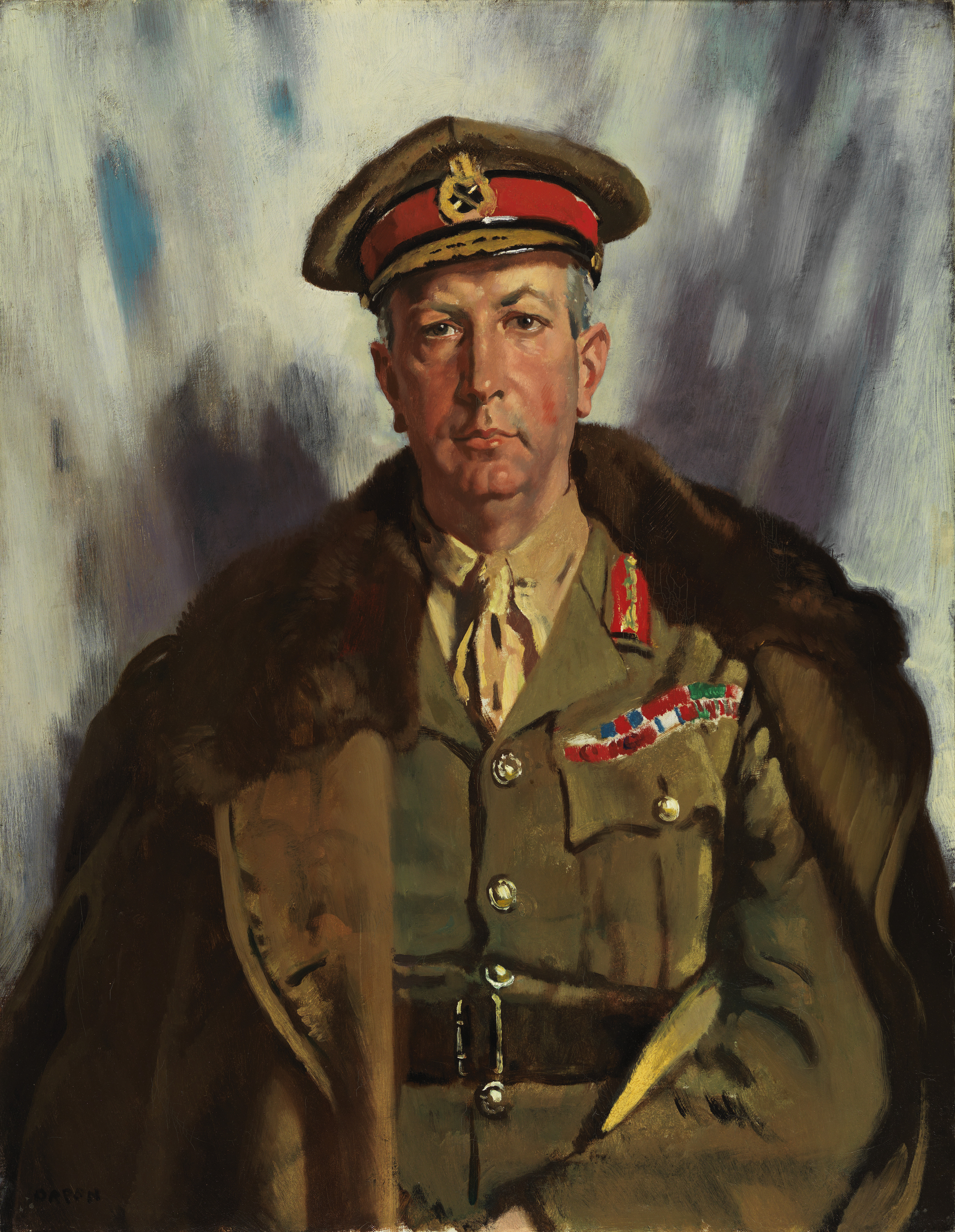
General Arthur Currie (1919)
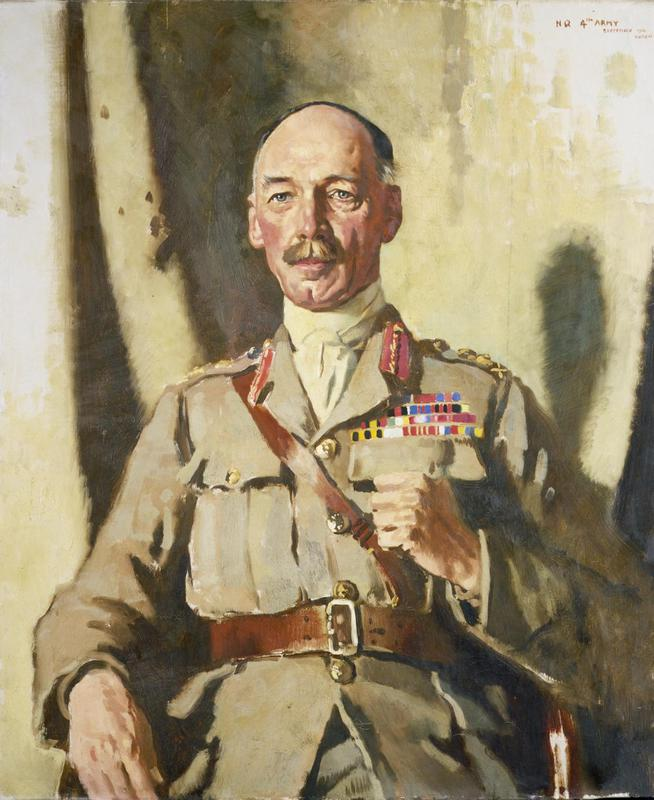
General Henry Rawlinson (1918)
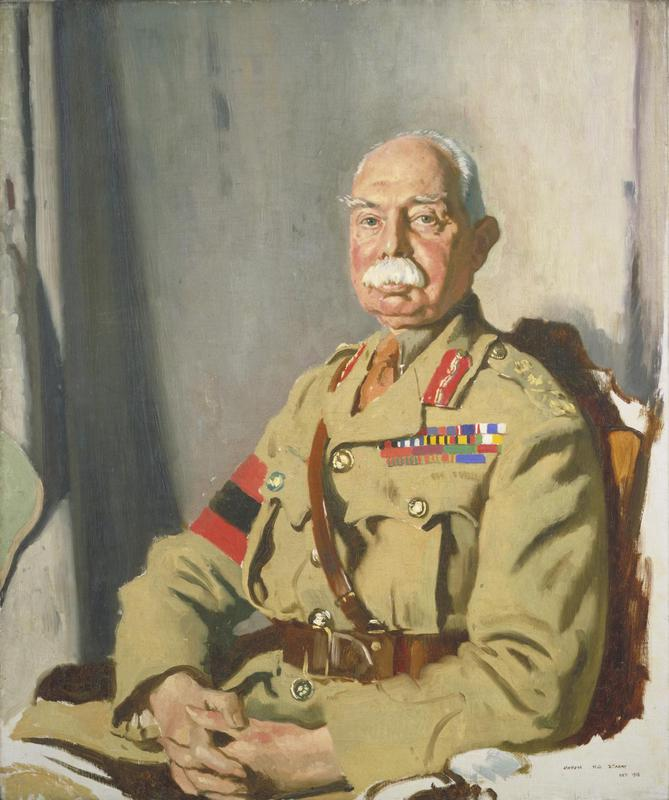
Feldmarschall Herbert Plumer (1918)
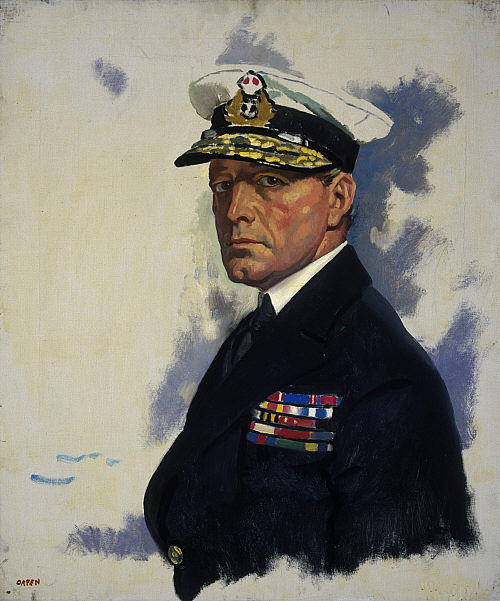
Admiral David Beatty (1919)

## Umarbeitungen
1921 begann Orpen mit Arbeiten an dem Gemälde. Allerdings war er nicht glücklich mit dem Sujet und schrieb an seine Geliebte: „Du weißt, ich konnte nicht weitermachen. Es schien irgendwie alles so unwichtig. Trotz all dieser hochrangigen Männer dachte ich immer an die Soldaten, die für immer in Frankreich bleiben. Also habe ich alles ausgelöscht, die Staatsmänner und Kommandeure, und malte das Bild, wie man es sieht – der unbekannte Soldat von seinen Kameraden bewacht.“

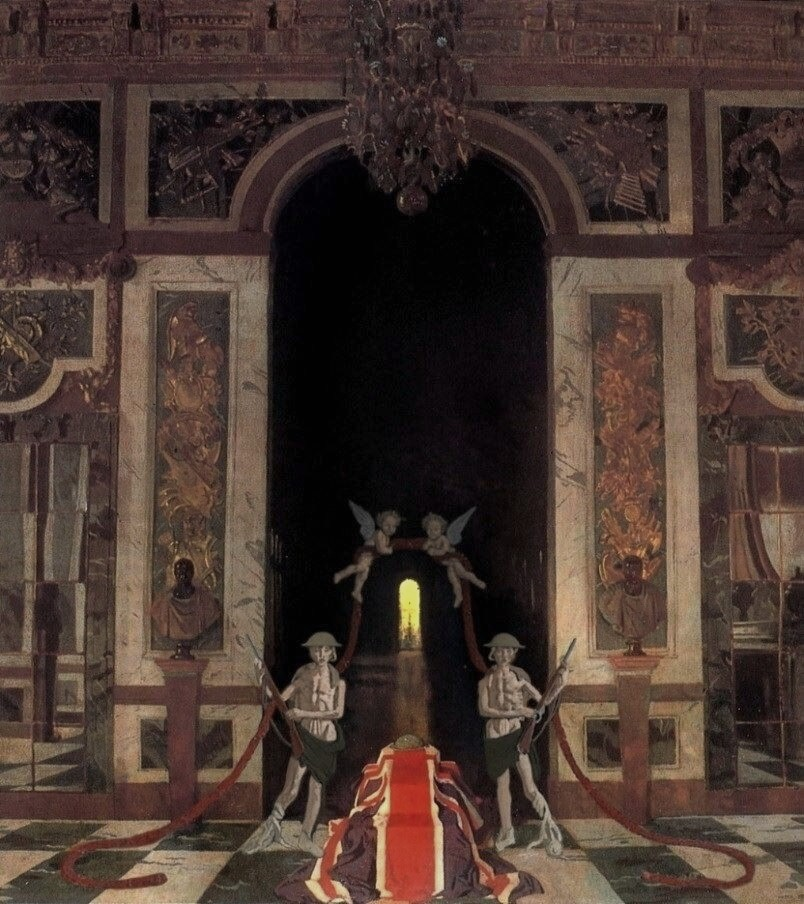
To the Unknown British Soldier in France – Version von 1921

Orpen hatte offenbar die radikale Entscheidung getroffen, alle Dargestellten von der Leinwand zu kratzen und ein Bild ohne Militärführer und Politiker zu malen. In der Mitte positionierte Orpen einen Sarg, der von einer Fahne bedeckt ist. Zwei halbnackte Soldaten seitlich und zwei Putten darüber umgaben den Sarg. Die Darstellung der Soldaten nimmt Bezug zu Orpens Werk Blown Up von 1917.
Ursache für diesen Sinneswandel waren Orpens Erfahrungen auf der Friedenskonferenz in Paris, während er seine ersten beiden Bilder anfertigte. Seine Desillusionierung über den Krieg verstärkte sich, als er den Verlauf der Konferenzen verfolgte. Für ihn war es so, als ob die Männer, die den Kampf geführt und ihr Leben gelassen hatten, von der hohen Politik aufgegeben und vergessen worden waren.

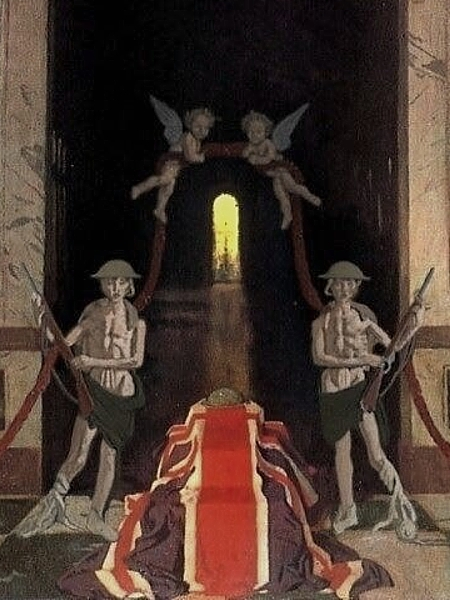
Detail mit Soldaten und Putten
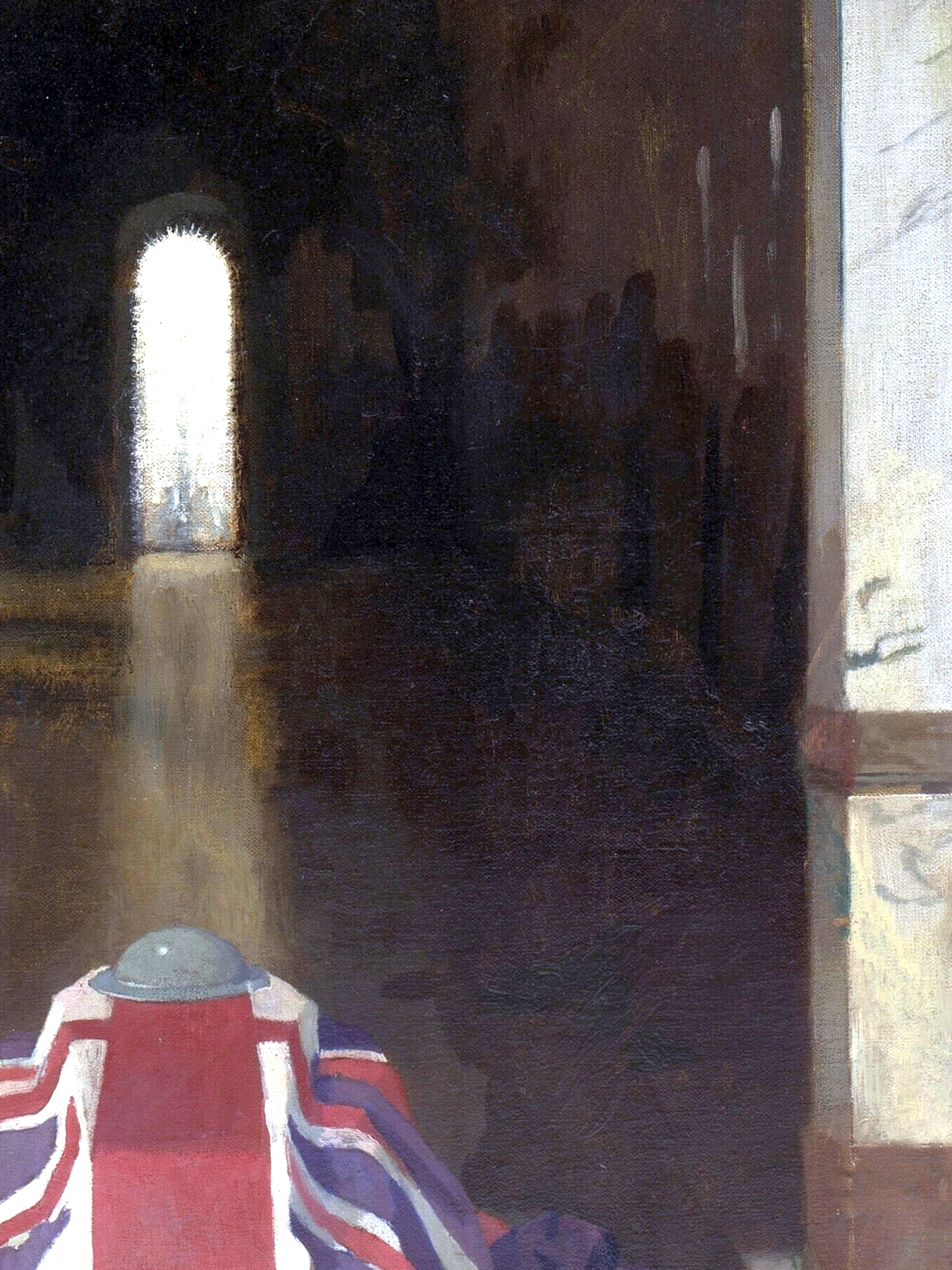
Spuren der Übermalung
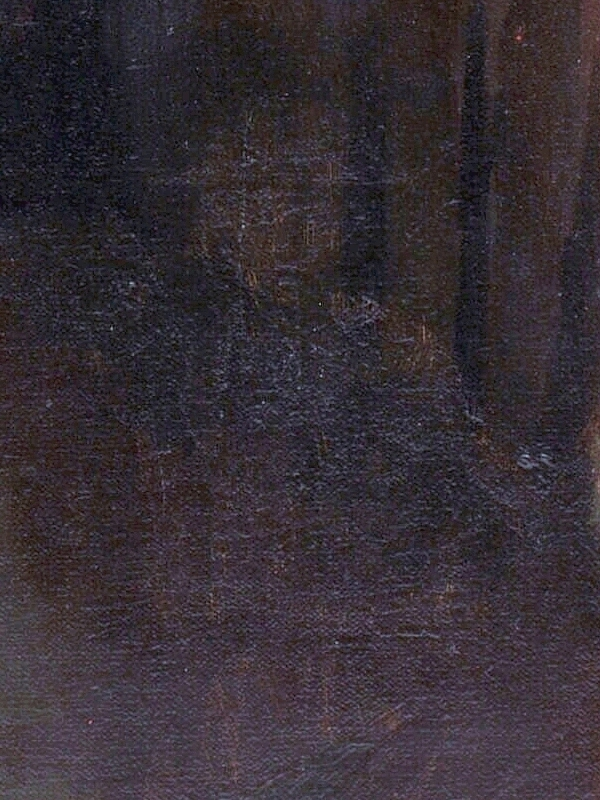
Umrisse einer übermalten Figur

Diese ungewöhnliche zweite Fassung wurde erstmals 1922 in Frankreich gezeigt und erwies sich als populär. Als das Gemälde 1923 in der Royal Academy ausgestellt wurde, löste es einige Kontroversen aus. Vom Publikum wurde es zum Bild des Jahres gewählt, aber auch wegen der halbnackten unheroischen Soldatenwächter heftig kritisiert. Die Museumsleitung entschied sich, das Werk nicht zu kaufen, da es aus ihrer Sicht nicht den Anforderungen an „ein geeignetes und dauerhaftes Andenken“ entsprach. Das Gemälde werde man nur akzeptieren, wenn die Figuren entfernt würden.
Orpen beschloss nun, die Soldaten und Putten zu übermalen. Gelegentlich wird das 1927 als Zeitpunkt der Umgestaltung angegeben, aber offenbar schloss Orpen erst 1928 seine Überarbeitungen ab. Auf dem Gemälde sind deutliche Spuren der Übermalung erkennbar. Diese endgültige Version schenkte er 1928 dem Imperial War Museum zum Gedenken an Feldmarschall Douglas Haig, „einen der besten Freunde, die ich je hatte.“

## Das Gemälde
Diese letzte Version von 1928 ist wohl die gelungenste in Komposition und Stimmung. Sie zeigt den Saal des Friedens im Schloss von Versailles in seiner ganzen klassischen architektonischen Pracht von glänzendem Marmor und Blattgold. In der Mitte des unteren Bildrandes ist ein Sarg platziert, der mit dem Union Jack, der Flagge Großbritanniens, bedeckt ist. Über dem Sarg wölbt sich der Bogen des Durchgangs zum angrenzenden Spiegelsaal von Versailles. Direkt über dem Sarg hängt von der Decke ein Kronleuchter. Der Spiegelsaal selbst ist verdunkelt. Am linken Rand sieht man schmale Lichtstreifen, am Boden des Spiegelsaals ist schwacher Lichteinfall durch die Fenster von links erkennbar. Am anderen Ende des Spiegelsaals fällt durch einen Torbogen helles Licht aus dem gegenüberliegenden Saal des Krieges (Salon de la Guerre). Dieser Lichtschein lenkt den Blick auf den Sarg im Bildvordergrund.

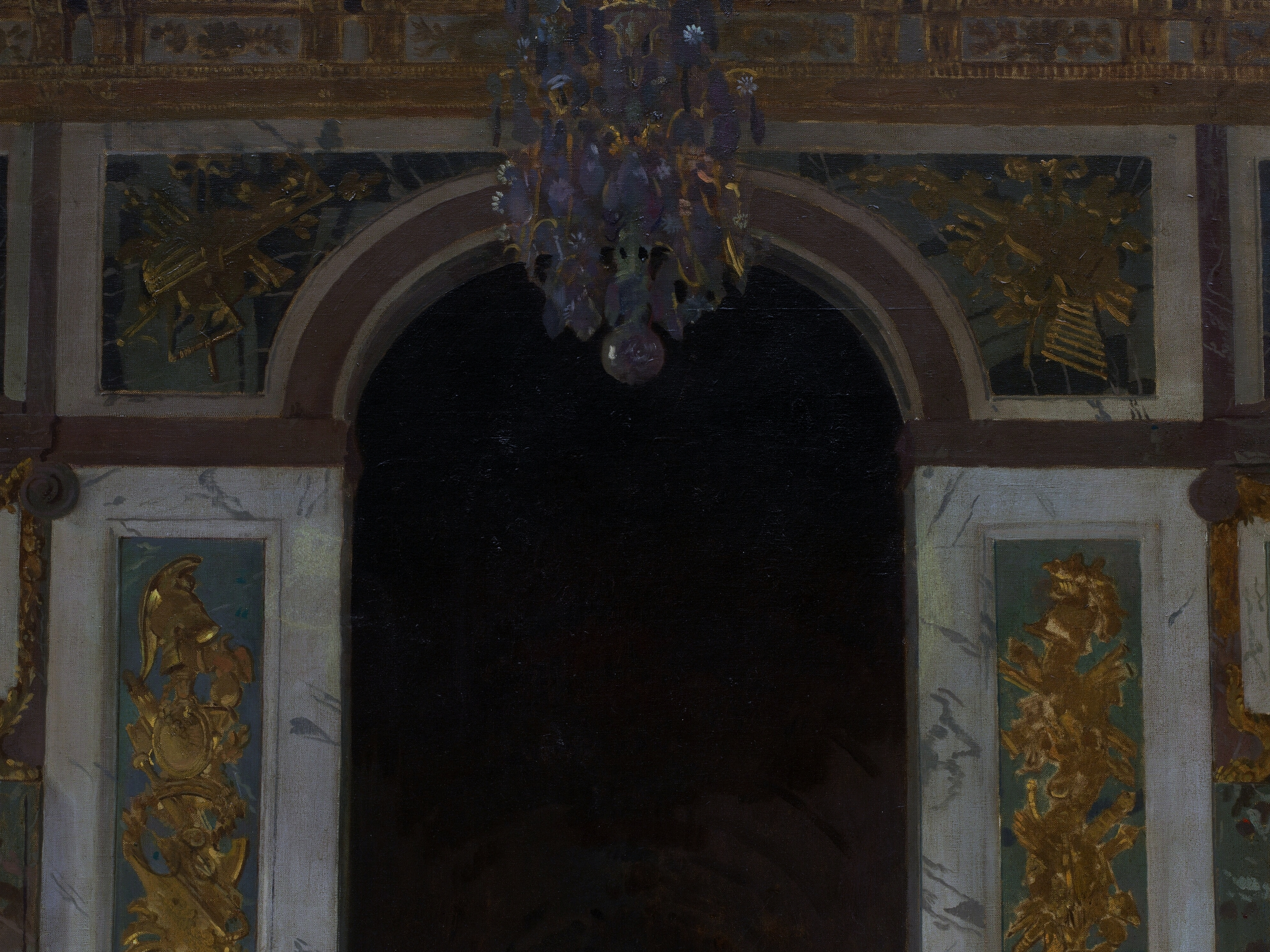
Wanddekoration
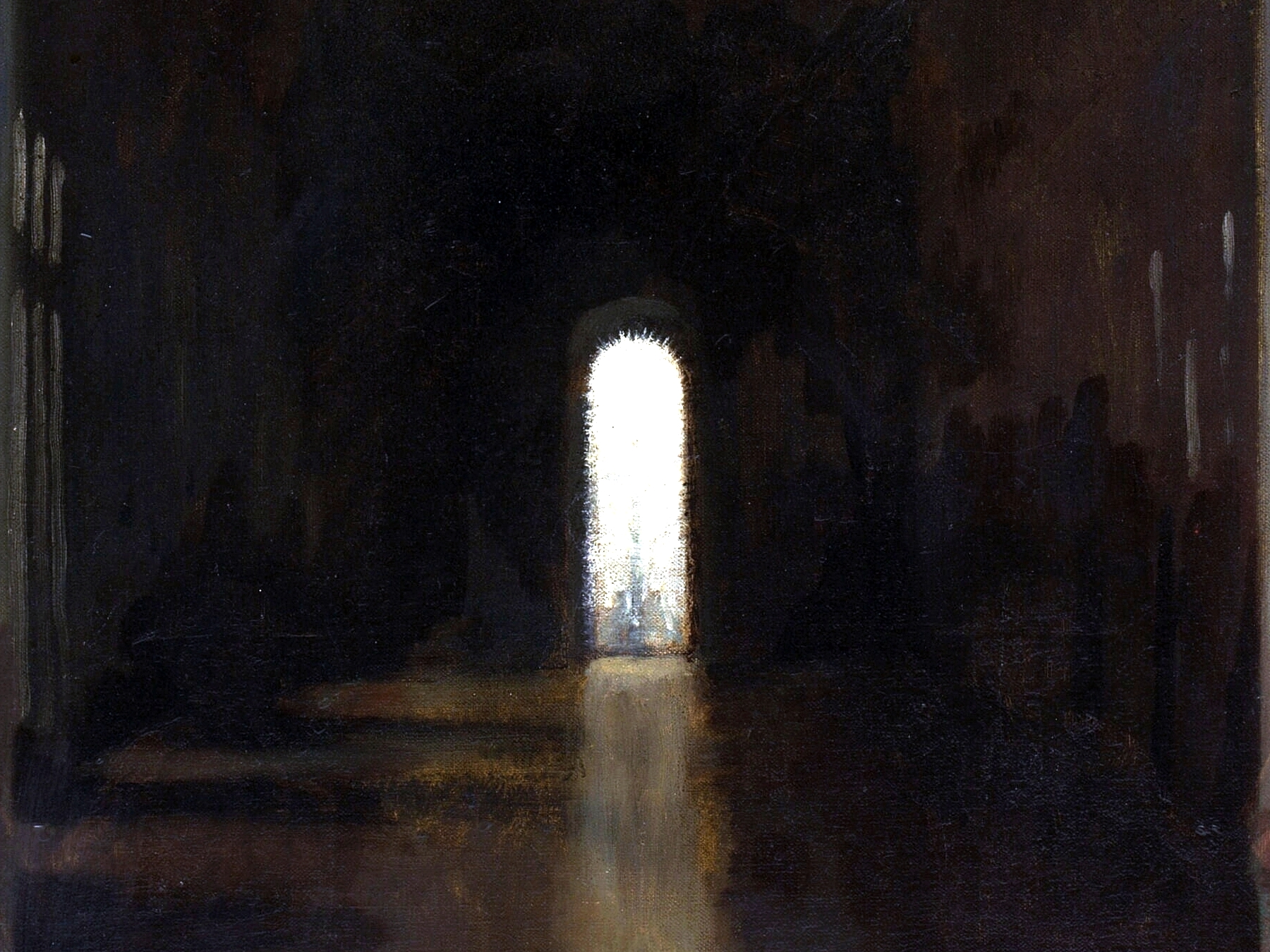
Blick auf den Torbogen
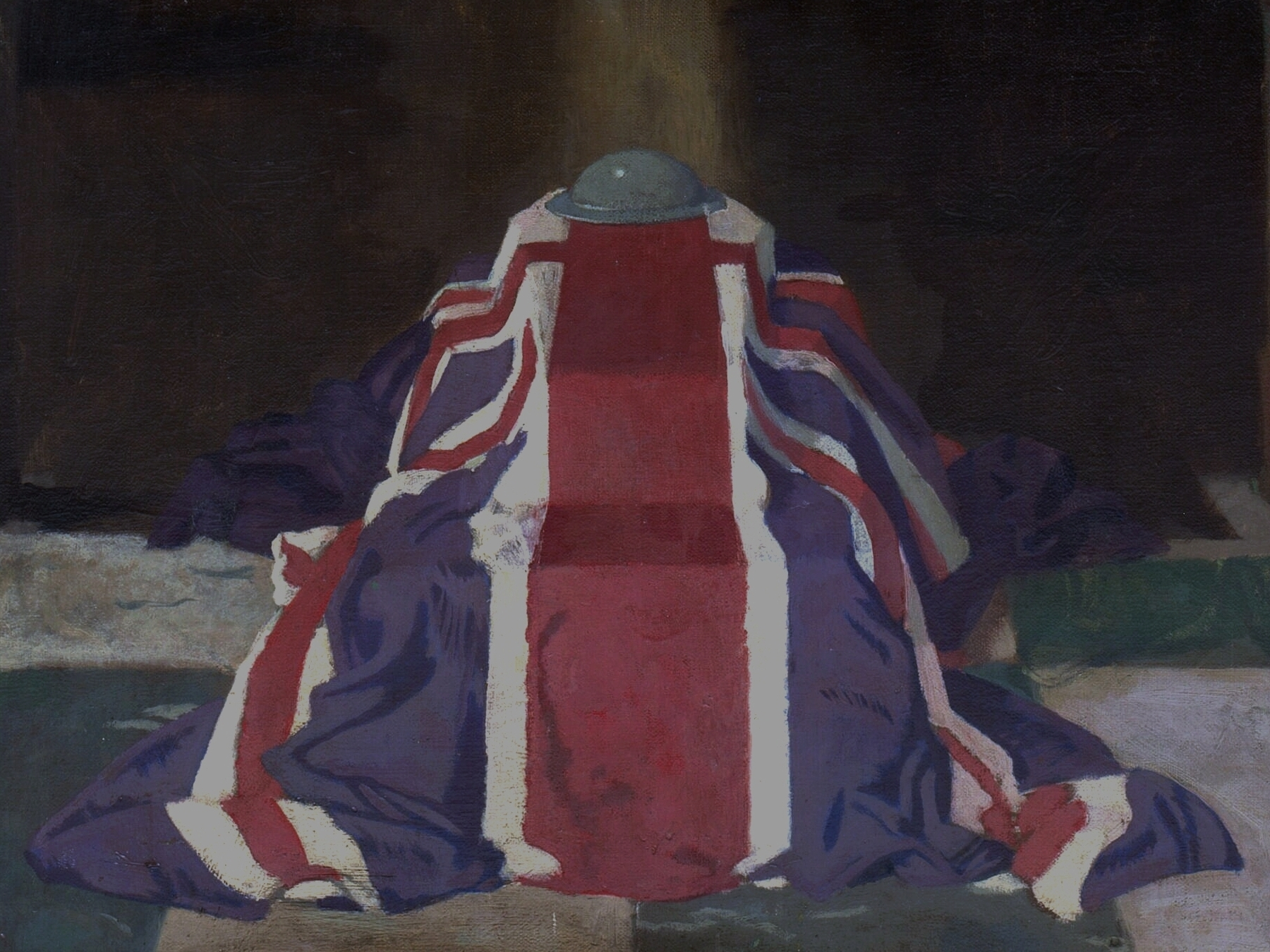
Sarg mit Helm und Fahne
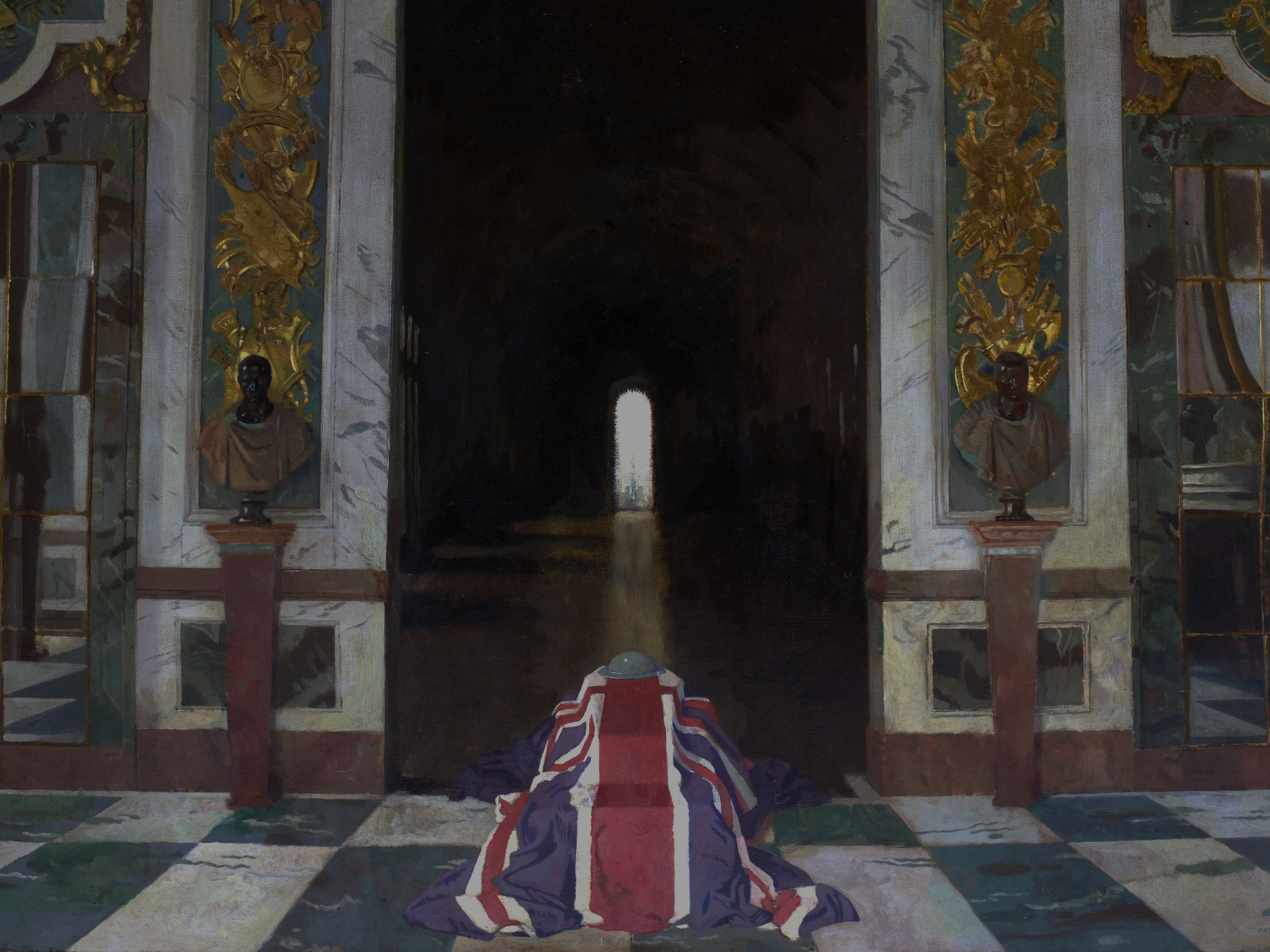
Fluchtpunkt

Orpens Komposition verwendet die aus der Renaissance bekannte Zentralprojektion mit einem Fluchtpunkt. Alle vom Boden und von anderen architektonischen Elementen ausgehenden Linien führen auf den Fluchtpunkt im Zentrum des hell leuchtenden Torbogens. Die rote Zentralvertikale der Fahne geht direkt über in den Streifen des beleuchtete Fußbodens und führt schließlich zum Fluchtpunkt im Torbogen.
Der britische Helm, der am oberen Ende des Sargs platziert ist, bezieht sich unmittelbar auf das Opfer, das der unbekannte Soldat mit seinem Tod erbracht hat. Die prachtvolle klassische Wanddekoration mit Helmen, Schilden und Rüstungen kontrastiert mit der Einfachheit von Sarg, Helm und Fahne. Orpens Huldigung an den einfachen Soldaten, der in Frankreich zurückgeblieben ist, steht für den Verlust und Tod von mehreren Millionen Menschen.

## Weitere Gemälde aus der Serie
William Orpen fertigte als offizieller Porträtkünstler der Pariser Friedenskonferenz noch zwei weitere Bilder an:

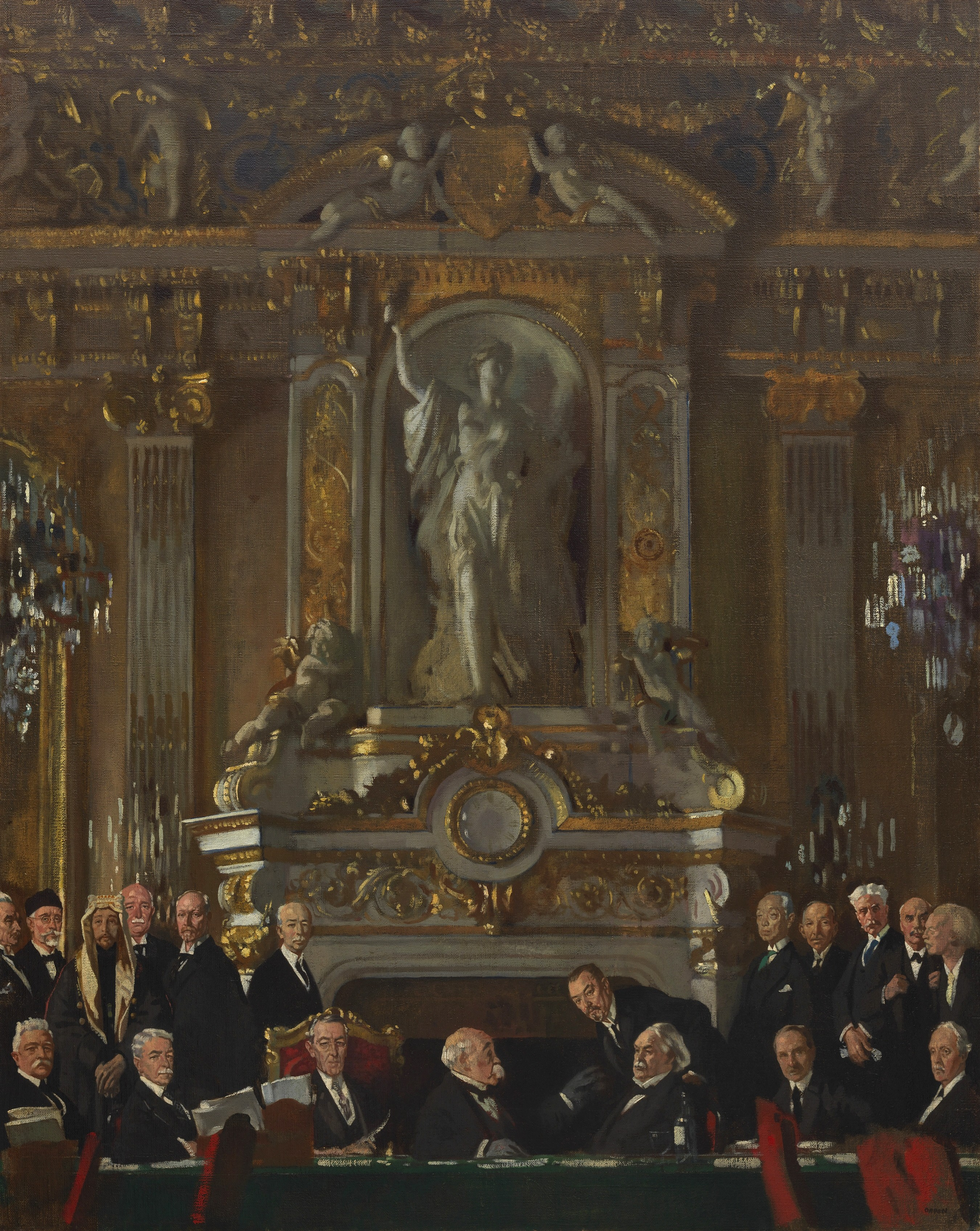
A Peace Conference at the Quai d’Orsay
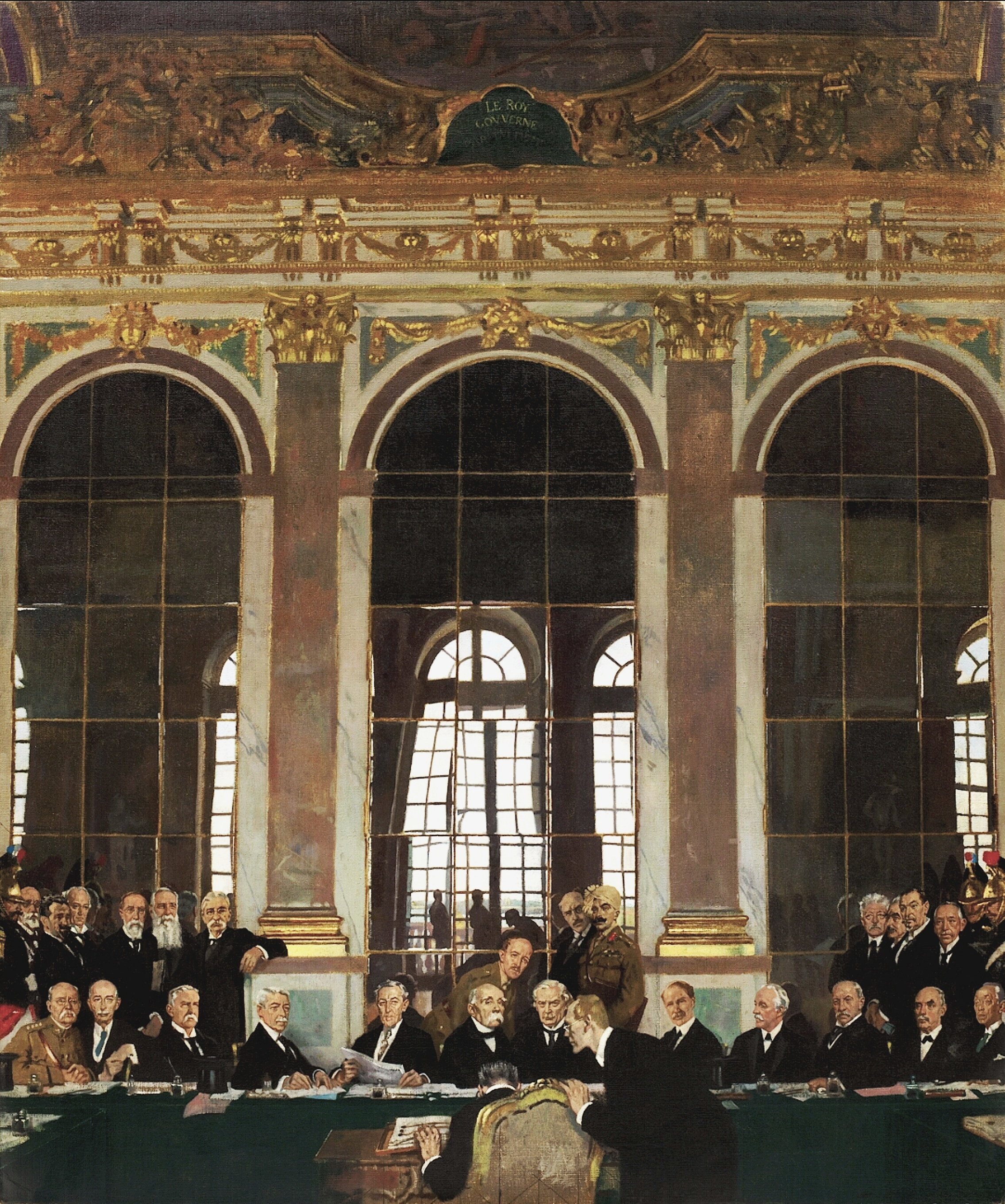
The Signing of Peace in the Hall of Mirrors